# Examen de acceso a la universidad
Examen de acceso a la universidad es un examen que se realiza a los estudiantes que desean acceder a algunos estudios universitarios en universidades, tanto públicas como privadas, de ciertos países. Puede exigirse tanto para acceder a programas de pregrado como a los de postgrado o especialización.

## Argentina
- Examen parcial del Ciclo Básico Común (UBA)
- Examen de Admisión por Universidad (UNLP, PUCA, etc)

## Bolivia
- Examen de Admisión por Universidad (UMSA, USFX, etc)

## Brasil
- Examen Nacional de Enseñanza Media (ENEM)

## Chile
- Prueba de Acceso a la Educación Superior (PAES)

## China
- Examen de ingreso a la Universidad - Gaokao

## Colombia
- Examen de Estado de la Educación Media - Saber 11.º
- Examen de Admisión por Universidad (UN, PUJ, etc)

## Corea del Sur
- Test de Aptitud Escolar Universitaria - Suneung

## Ecuador
- Examen Nacional para la Educación Superior - Ser Bachiller
- Examen de Admisión por Universidad.

## España
- Evaluación para el Acceso a la Universidad (selectividad)

## Estados Unidos
- Pregrado
  - SAT
  - TOEFL (para extranjeros)
- Postgrado
  - Graduate Management Admission Test

## Francia
- Diploma de estudios en Lengua francesa

## India
- Examen de ingreso conjunto - Joint Entrance Examination

## Japón
- Prueba del Centro Nacional para Admisiones Universitarias - Sentâ Shiken

## México
- Examen EXANI II - CENEVAL
- Examen de Competencias Blandas
- Examen de Admisión por Universidad (IPN, UNAM, etc)

## Perú
- Examen de Admisión por Universidad (UNI, UNMSM, UNFV, PUC, etc)
- Examen Parcial de los Centros Preuniversitarios - CEPRE.

## Rusia
- Examen de Estado Unificado

## Venezuela
- Prueba Nacional de Exploración Vocacional (PNEV)
- Examen de Admisión por Universidad  (UCAB, URBE, etc)

- Datos: Q48782867